# George Armitage (football)
Pour les articles homonymes, voir George Armitage et Armitage.
Ne doit pas être confondu avec George Armitage Miller.
George Henry Armitage, né le 17 janvier 1898 à Stoke Newington en Londres et mort le 28 août 1936 à Aylesford, est un footballeur international anglais évoluant au poste de milieu défensif.

## Carrière

### En club
George Armitage commence sa carrière au St Saviour's FC puis au Wimbledon FC. En mars 1924, il rejoint Charlton Athletic et joue son premier match face à Brighton & Hove Albion. Dans ce club, il disputera 165 matchs de championnat et 17 matchs de coupe d'Angleterre. Son dernier match a lieu le 18 avril 1930 face à Swansea City. Après ces 6 années à Charlton, il rejoint le Leyton FC.

### En sélection
George Armitage n'a été sélectionné qu'une seule fois avec l'équipe d'Angleterre, le 24 octobre 1925. Il s'agissait d'un match comptant pour le British Home Championship 1925-1926 face à l'Irlande du Nord. La rencontre, qui s'est déroulée au Windsor Park de Belfast, se termina sur le score de 0-0.

## Palmarès
Avec Charlton, George Armitage fut vainqueur de la 3e division anglaise Sud 1928-1929 en tant que capitaine.